# فالح حسين العبد الله
فالح حسين العبد الله (1956-)، كاتب مسرحي عراقي ولد في بغداد. اعتلى المسرح القومي الكائن في كرادة مريم بين عامي 1972-1973 ممثلا في مسرحية البوابة وهي من تأليف غازي مجدي وإخراج محسن العزاوي. التحق بفرقة مسرح الجماهير التي اسسها المسرحي الراحل خضير الساري والفنان طالب الربيعي وشارك في معظم أعمالها ممثلا ومخرجا وسافر مع الفرقة إلى المملكة المغربية ليعرض مسرحية (صرخة من ظفار) عام 1977. حصل على عدة جوائز خلال عمله مع الفرقة المذكورة.

## حياته
التحق بأكاديمية الفنون الجميلة قسم الفنون المسرحية عام 1975 وتتلمذ على ايدي الاساتذة بدري حسون فريد، سامي عبد الحميد، عوني كرومي، صلاح القصب، عبد المرسل الزيدي، فائق الحكيم، جميل نصيف والفنانين المصريين محمد توفيق، نادية السبع، نبيل الالفيوغيرهم، وشارك في أغلب نتاجات الكلية لاربعة اعوام متتالية.
وفي نفس الفترة كان لايزال مستمرا مع فرقة مسرح الجماهير وأهم مأقدم تجربة مسرح السامر باشراف الدكتور صلاح القصب من العراق والدكتور كمال عيد من مصر، في العام 1980 تخرج من الأكاديمية ومارس التدريس وفي نفس الوقت عمل في دوبلاج برنامج افتح ياسمسم باشراف الفنان فيصل الياسري وكان يكتب وقتها في مجلة الأطفال (مجلتي) ويكتب لصالح راديو بغداد _برامج الأطفال.. قبل في الدراسات العليا للحصول على شهادة الماجستير لكنه لم يباشر بسبب ظروف الحرب، درًس مادة التمثيل في معهد الفنون الجميلة في السليمانية وقدم تجربة مسرح السامر باللغة الكردية وافتتح المهرجان الكردي التجريبي الأول بمسرحية (كره شين)، عاد إلى بغداد ليعمل في شركة سومر للإنتاج التلفزيوني مع الفنان فيصل الياسري. انتمى إلى عدة فرق مسرحية واستمر كاتبا ومخرجا وأحيانا ممثلا.

## اصدارات
كتب للإذاعة وللتلفزيون والمسرح ونشر كتابا يضم ثمانية نصوص مختلفة بعنوان (مسرحيات مشاكسة) اوقف حق عرضها لطلاب كليات ومعاهد الفنون الجميلة دون الرجوع اليه. كتب العديد من المسلسلات الاذاعية والتلفزيونية التي عرضت على المحطات المحلية والعربية أهمها: حادثات قبل نزول الايات ج2، قلوب مهشمة، قلوب متحجرة، عيش وشوف، انهم يقتلون النرجس، شقندحه، ماضي، رهبان في المدينة، ديره وذيب، إضافة إلى تمثيليات عديدة تصل إلى ستين تمثيلية تلفزيونية قصيرة (10دقائق)

## جوائز
- حصل على جائزة الإبداع في التأليف الدرامي عام 1999.
- حصل على جائزة أفضل كاتب للاطفال في الدورة الثانية والرابعة والخامسة لمهرجان مسرح الطفل الذي تقيمه وزارة الثقافة العراقية.
- في الدورة الثالثة للمهرجان فاز بجائزة أفضل عرض مسرحي عن مسرحية ثوب السلطان من تأليفه وإخراجه على المسرح الوطني في بغداد.
- فاز في مسابقات أدباء التربية لسنتين في مجال الكتابة المسرحية.

## نشاطات ثقافية اخرى
عمل مع عدد من المنظمات الدولية المتخصصة بالأطفال وساهم في فعالياتها لسنوات عديدة داخل العراق..له مساهمات في الصحافة الإلكترونية.. كتب أكثر اعماله الكوميدية التلفزيونية اوالمسرحية تحت شعار يعتزبه كثيراوهو (اجدُ هازلا واهزل جادا).مستقل سياسيا ولا ينتمي إلى اية جهة حزبية..ناشط في مجال الطفولة والمجال التربوي..عمل كــ(مشرف فني أقدم) في وزارة التربية .
توفى اثر مرض عضال في 4 تشرين الاول 2023
مسرحيات من تأليفه عرضت على المسرح
- قبل الرحيل.. إخراج طلال هادي على مسرح الرشيد
- تحويلة مؤقتة..الفرقة القومية.. إخراج احسان الخالدي على مسرح الرشيد
- اوراق.. إخراج خضير الساري.. منتدى المسرح
- عوافي (فلسين ونص)..إخراج محسن العلي مسرح النصر-مسرح النجاح
- جيب ليل واخذعتابة (قرة قوز).. إخراج حيدر منعثر
- جيب ليل 2.. إخراج د.حسين علي هارف المسرح الجوال
- ورود وسر العنقود.. للاطفال الفرقة القومية إخراج حسين علي صالح المسرح الوطني
- ثوب السلطان.. المسرح الوطني
- حدث في الحصن.. المسرح الوطني
- الشيخ والجدول.. المسرح الوطني (المسرحيات الثلاث الأخيرة من تاليفه وإخراجه)
- حسان وسور البستان
- طبيب الغابة * نوره والفاكهة المسحورة..عرضت في المملكة المغربية 2009
- ثعلوب والمكار ارنوب
- دندل والمبارات النهائية
- الراعي الأمين (تأريخية)
- لغة الجنة
- مطر يتزوج
- اصدقاء الطبيعة
- الثعلب يتوب (شعرية)

نصوص مسرحية معدة للعرض
- 220 فولت.
- الرجل الذي سينبت شجرة جديدة.
- ذكر النحل.
- غرفة في اطراف الوادي.
- سالم يا زير السلطان.
- اضابير.
- كونسيرتو الاشتعال الذاتي.
- تصريح بالجنون.